# Marie-Stéphanie Meyer
Pour les articles homonymes, voir Meyer.
Marie-Stéphanie Meyer (1828-1914) dite Maria Meyer, est une artiste lyrique française, connue aussi comme Maria Meillet-Meyer.

## Biographie
Née à Paris le 28 juillet 1828, elle est la fille d'Adam Henry Charles Meyer (1799 – ap. 1855), architecte, et d'Elisabeth Françoise Tarroux.
À l'âge de quinze ans, elle suit les cours de l'Athénée. Sur les conseils de Panseron, elle prend des leçons de solfège et entre au conservatoire de Paris où elle obtient le premier prix d'opéra-comique au concours de 1848. Elle est engagée à l’Opéra-comique où elle débute le 22 novembre 1848 dans le rôle de Fiamma dans Le Diable à l'École d'Ernest Boulanger.
Elle participe à la création, à l'Opéra-Comique, de La Fée aux roses de Fromental Halévy  en 1849 et à celle de La Dame de Pique d'Halévy en 1850.
Elle y crée le rôle de Clara, d’Adolphe et Clara de Dalayrac; Mariette, du Moulin des Tilleuls de Louis-Aimé Maillart (1849); Zerline, de Fra Diavolo; Cadige, de la Fée aux roses. Les rôles qui contribuèrent le plus à sa réputation sont ceux d'Anna, de La Dame blanche (1852); de Madame de Ligneul, de la Fête de village; et d'Angélique, du Fidèle berger (1852),.
En 1853, elle rejoint la troupe du Théâtre-Lyrique où elle chante dans Les Noces de Figaro et où elle participe à la création de Bonsoir Voisin ! de Ferdinand Poise en 1853,, Maître Wolfram d'Ernest Reyer en 1854, dans le rôle d'Hermance de la Fille  invisible! de Boïeldieu en 1854. Les Charmeurs de Poise en 1855, Mam’zelle Genevieve d'Adolphe Adam en 1856.
Le 2 mai 1854, elle crée Luc et Lucette d'Offenbach à la salle Herz et le 10 décembre de la même année, elle crée salle Herz, L'Enfance du Christ d'Hector Berlioz sous la direction du compositeur.
En 1862, elle se produit avec son époux en tournées sur les théâtres de province et à Marseille et à Bruxelles en 1863/64.
Elle est rappelée au Théâtre-Lyrique pour chanter le rôle d’Amélia à la première à ce théâtre du Bal Masqué de Verdi en 1869.
En 1895, elle est professeure de chant à Paris. Elle meurt à Paris (4e arrondissement) le 20 novembre 1914.

## Vie privée
Le 4 décembre 1851, elle épouse le baryton Auguste Alphonse Meillet à Paris,. Après le décès de son époux, en 1871, elle se retire en Belgique.